# Carl Guthrie
Carl Edward Guthrie (* 15. Oktober 1905 in St. Louis, Missouri; † 23. April 1967 in Los Angeles), oft auch bezeichnet als Carl E. Guthrie oder Carl Guthrie, war ein US-amerikanischer Kameramann.

## Leben und Wirken
Nach Arbeiten als Kameraassistent und -operateur debütierte Guthrie in der ersten Hälfte der 1940er Jahre als Chefkameramann mit Kurzfilmen der Regisseure Jean Negulesco und B. Reeves Eason. Sein erster Langfilm war das Drama In Our Time, das er 1944 unter der Regie von Vincent Sherman mit Ida Lupino und Paul Henreid drehte.
In seiner mehr als 30-jährigen Karriere wirkte Guthrie an ca. 100 Filmen und mehr als zwanzig Fernsehserien mit. Dabei arbeitete er u. a. mit den Regisseuren Peter Godfrey, John Cromwell, Arthur Lubin, Joseph M. Newman, William Castle, John Sturges und Gordon Douglas zusammen.
Carl Guthrie starb am 23. April 1967 in Los Angeles, Kalifornien, und wurde dort im  Forest Lawn Memorial Park (Hollywood Hills) begraben.

## Filmografie (Auswahl)
- 1935: Öl für die Lampen Chinas (Oil for the Lamps of China) (Kameraführer)
- 1940: Joe Reichman and His Orchestra
- 1941: Carioca Serenaders
- 1944: In Our Time
- 1944: Janie
- 1944: Zwischen zwei Welten (Between Two Worlds)
- 1945: Hotel Berlin
- 1945: Weihnachten nach Maß (Christmas in Connecticut)
- 1947: Der Fluch des Wahnsinns (Cry Wolf)
- 1948: Das Geheimnis der Frau in Weiß (The Woman in White)
- 1949: Blondes Gift (Flaxy Martin)
- 1949: Venus am Strand (The Girl from Jones Beach)
- 1950: The Grass Is Always Greener
- 1950: Gesetzlos (Backfire)
- 1950: Frauengefängnis (Caged)
- 1950: Der Panther (Highway 301)
- 1950: Geheimpolizist Christine Miller (Undercover Girl)
- 1950: Der Geier von Arizona (Barricade)
- 1951: Die Gefangene des Ku-Klux-Klan (Storm Warning)
- 1951: Ausgezählt (Iron Man)
- 1951: Mord in Hollywood (Hollywood Story)
- 1952: Jazz Singer (The Jazz Singer)
- 1952: Bonzo Goes to College
- 1952: Gier nach Gold (The Raiders)
- 1953: Frauen in der Nacht (Girls in the Night)
- 1953: All meine Sehnsucht (All I Desire)
- 1954: In den Kerkern von Marokko (Yankee Pasha)
- 1954: Duell in Socorro (Dawn at Socorro)
- 1955: El Tigre (Kiss of Fire)
- 1955: Die nackte Geisel (Lady Godiva)
- 1957: Reife Blüten (Untamed Youth)
- 1957: Quantez, die tote Stadt (Quantez)
- 1957: Kreuzverhör (The Tattered Dress)
- 1957: Flintenweiber (The Dalton Girls)
- 1958: Macabre
- 1958: Ihr Leben war ein Skandal (Too Much, Too Soon)
- 1958: Die Hexenküche des Dr. Rambow (Frankenstein 1970)
- 1958: Die Letzten der 2. Schwadron (Fort Massacre)
- 1958: Drauf und Dran (The Gunfight at Dodge City)
- 1959: Das Haus auf dem Geisterhügel (House on Haunted Hill)
- 1959: Geheimkommando (Up Periscope)
- 1959: Man nannte ihn Kelly (Yellowstone Kelly)
- 1960: Revak – Sklave von Karthago (The Barbarians)
- 1961: Noch fünf Minuten zu leben (Five Minutes To Live)
- 1962: Die siegreichen Drei (Sergeants)
- 1964: Ein tollkühner Draufgänger (The Lively Set)

## Fernseharbeiten
- 1959–1960: Johnny Ringo (11 Episoden)
- 1960:	Wichita Town (4 Episoden)
- 1955–1962: Cheyenne (12 Episoden)
- 1961–1963: 77 Sunset Strip (5 Episoden)
- 1962–1963: G. E. True (28 Episoden)
- 1965–1966: Privatdetektivin Honey West (Honey West, 9 Episoden)
- 1965–1966: Die Seaview – In geheimer Mission (Voyage to the Bottom of the Sea, 8 Episoden)
- 1966–1967: Das Geheimnis der grünen Hornisse (The Green Hornet, 17 Episoden)